# Институт экономики НАН Азербайджана
 Институт экономики Национальной Академии Наук Азербайджана — один из институтов Отделения гуманитарных и общественных наук Национальной академии наук Азербайджана.

## Направление деятельности
Институт занимается исследованиями социально-экономических и демографических проблем формирования и развития национальной экономики с учётом социально-экономических и демографических изменений, происходящих в мире в условиях глобализации.

## История института
В 1935 году при Азербайджанском филиале Академии наук СССР был создан сектор Экономики и Географии, в 1945 году ставший сектором Экономики Академии наук Азербайджанской ССР.
В 1958 году Указом Совета Министров Азербайджанской ССР за номером 243 на базе сектора Экономики Академии Наук Азербайджанской ССР был создан Институт Экономики НАНА.
В то время в институте действовало 5 отделов и работало 54 сотрудника (в том числе один профессор, один доктор наук, 13 кандидатов наук)

## Структура
1. Сектор стратегических, политико-экономических исследований
- Отдел политико-экономических исследований и истории экономической мысли
- Отдел аграрных отношений
- Отдел внешне-экономических связей

2. Сектор демографии и проблем воспроизводства рабочей силы
- Отдел социально-экономических проблем народонаселения и демографии
- Отдел рынка труда и социально-экономических проблем занятости
- Отдел социальной политики и социально-экономических проблем уровня жизни

3. Сектор структурных изменений и проблем промышленной и инвестиционной политики
- Сектор проблем структурных изменений
- Сектор проблем промышленной и инвестиционной политики

4. Сектор проблем региональной экономической политики
- Отдел проблем развития национального предпринимательства
- Отдел проблем социально-экономического развития регионов

5. Отдел проблем финансов и налога
6. Отдел проблем экономико-экологического использования природных ресурсов
7. Группа научной информации
В настоящее время[когда?] в институте работают 156 сотрудников из них 1 действительный член, 2 член-корреспондента НАН Азербайджана, 14 докторов наук, 35 кандидатов наук. Среди сотрудников института два заслуженных деятеля науки, один заслуженный работник культуры, один заслуженный экономист.

## Администрация
- Алыев, Иса Гусейн оглы — директор института, доктор экономических наук.
- Султанова, Рена Полад кызы — доктор экономических наук, заведующая сектором «Региональная экономика и проблемы развития национального предпринимательства».

## Ведущие сотрудники
- Мамедов, Захид Фаррух оглы — ведущий научный сотрудник института, доктор экономических наук.
- Абдуррахманов, Баладжа Ильяс оглу (1922—1977) — в 1968 году основал и возглавил отдел «Транспортно-экономических связей».